# Буве, Франсуа-Жосеф
Франц-Иосиф Буве (фр. François Joseph Bouvet de Précourt; 23 апреля 1753, Лорьян — 20 июля 1832, Брест) — французский адмирал, участник Революционных и Наполеоновских войн.

## Биография
Буве с детства плавал на торговых судах. В 1779 году поступил на королевскую службу во французский флот мичманом. На корабле Ajax в эскадре адмирала Сюффрена участвовал в 1782 году в сражениях у Садраса и Провидиена. В том же году на корвете Flamanel участвовал в бою при Негапатаме и отличился при осаде и взятие Тринкомали, где командовал десантом.
В 1793 году был произведен в контр-адмиралы.
В боях с англичанами у Бреста 31 мая и 1 июня 1794 года, Буве вновь отличился, нанеся с одним кораблем Le Terrible большие повреждения трем британским кораблям, вынудив их отказаться от собственного преследования, а Буве вернулся в Брест на буксире без матч и с большой течью.
Слава Буве омрачилась после Ирландской экспедиции 1796 года, случайно очутившись в роли командующего флотом, Буве действовал нерешительно и оказался плохим стратегом. После провала экспедиции Директория лишила его должности и чина, но через 5 лет Наполеон I вернул ему и то и другое, назначив командиром отряда, направляющегося с десантом в 3500 человек в Гваделупу. Прекрасно выполнив возложенную на него задачу, Буве высадил десант и поддержал его судовым огнём в борьбе с береговыми укреплениями.